# Golte
Golte es una meseta calcárea en el este de los Alpes de Kamnik y de la Savinja, en Eslovenia. Está cubierta de bosque en la mayor parte de su superficie. Es una alta meseta de piedra cársica, un ejemplo de relieve cársico aislado porque tiene un amplio borde de rocas impermeables.
Es también uno de los centros eslovenos más populares del turismo invernal y estival.

## Extensión
La cadena de montañas está limitada por el valle del Ljubnica en el oeste y por la garganta del río Ljubija. Por el sur la ladera baja a través de la peña Tirske peči en el amplio circo de Gornji Grad y en el sudeste baja hasta el circo de Mozirje. Hacia el norte pasa a Smrekovec a través del collado Kal. Las cumbres en esta área son Medvedjak (1573 m), Smrekovec (1550 m) y Boskovec (1587 m).

## Nombre
El nombre de Golte proviene de la superficie cársica, que "deglute" agua (en esloveno goltati). Aparece también el nombre de Montaña de Mozirje, pero se trata de una incorrecta traducción a partir de mapas alemanes.

## Estructura geológica
La parte central de las montañas de Mozirje está compuesta por calcita bastante pura del período de triásico inferior. En la piedra caliza se originaron fenómenos cársticos, como cuevas, simas, torcas y otros.

## Vegetación
La mayoría de las montañas de Mozirje está cubierta por bosques. La especie que prevalece es el haya. 

## Estado de la protección de la naturaleza en la meseta de Golte
- Golte fue declarado parque regional en 1987 y abarca una extensión de 1223 ha. En el terreno del parque regional de Golte está en vigor un régimen de protección, que entre otras cosas prohíbe injerencias en su espacio que amenacen los entornos naturales y la biodiversidad. Prohíbe también hacer fuego, acampar, roturar y conducir vehículos.
- Golte tiene valor natural del significado nacional (el valor natural en el sentido geológico, superficial, geomorfológico, geomorfológico subterráneo y de ecosistema)
- El terreno de importancia ecológica (Ekološko pomembno območje, EPO) de los Alpes de Kamnik y de la Savinja
- En esta área de (Los Alpes de Kamnik y de Savinja y Karavanke) debe preservarse el estado de algunas especies y de los hábitats (p. ej. el urugallo, el gallo lira, la perdiz nival, el grévol, etc.)

## Monumentos naturales
- Okno (La ventana) en Mozirska Požganija
- Tirske peči: borde sudeste de la meseta, que se rompe de repente y baja hasta el valle con muros de casi 300 m de altura.
- Ledenica.

## Atracciones turísticas

### Esquí
Golte es más conocido por su estación de esquí, que abarca 50 ha de pistas a una altitud de entre 1200 y 1600 m.
Remontes
- Telecabina Žekovec
- Telesilla de tres Medvedjak
- Telesilla de dos Smrekovec
- Telesilla de dos Ročka
- T-bar Stari Stani
- T-bar Morava

### Parque alpino
En Golte está el Parque alpino más alto y accesible en Europa. Es un ejemplo único de presentación de flora alpina en el ambiente autóctono, a 1300-1400 m de altitud. El acceso en telecabina hace posible la visita del parque también a los visitantes que no pueden llegar por sus medios a esa cota.

## Albergues alpinos
- Albergue alpino de Mozirska koča, 1356 m